# Стэнеску, Никита
Ники́та Стэне́ску (рум. Nichita Stănescu [niˈkita stəˈnesku]; 31 марта 1933, Плоешти, Румыния — 13 декабря 1983, Бухарест, Румыния) — румынский поэт, один из самых значительных поэтов Румынии второй половины XX века.

## Биография
Никита Стэнеску родился 31 марта 1933 года в городе Плоешти. Имя при рождении — Никита Христя Стэнеску (Nichita Hristea Stănescu). Отец — Николае Х. Стэнеску, мать — Татьяна Черячукина (родом из Воронежа). Учился в родном городе, потом изучал румынский язык и литературу в Бухаресте. Окончил университет в 1957 году. Дебютировал в литературном журнале «Трибуна». Женился на Магдалене Петреску в 1952 году. Через год последовал развод. В 1962 году Никита Стэнеску женился на Дойне Чуря, снова развёлся и в 1982 году женился на Тодорице (Доре) Тэрице. На русский язык его переводили Кирилл Ковальджи, Юрий Кожевников и др.
Публиковался в изданиях «Gazeta Literară», «România Literară» и «Luceafărul». Является лауреатом множества поэтических премий, среди которых Премия Гердера (1975) и номинация на Нобелевскую премию (1980).
Умер в 1983 году от гепатита. Похоронен в Бухаресте на кладбище Беллу.

## Сборники стихов
О павшем на войне не забывайте,

пусть будет он среди живых живой,

и место за столом ему порою оставляйте,

как будто бы вернулся он домой.
- 1960 — Sensul iubirii (Смысл любви)
- 1964 — O viziune a sentimentelor (Ведение чувств)
- 1965 — Dreptul la timp (Право на время)
- 1966 — 11 elegii (11 элегий)
- 1967 — Obiecte cosmice (Alfa) (Космические объекты (Альфа))
- 1967 — Roşu vertical (Красная вертикаль)
- 1967 — Oul şi sfera (Яйцо и сфера)
- 1968 — Laus Ptolomaei (Хвала Птоломею)
- 1969 — Necuvintele (Неслова)
- 1969 — Un pământ numit România (Земля по имени Румыния)
- 1970 — În dulcele stil clasic (В сладостном классическом стиле)
- 1971 — Belgradul în cinci prieteni (Белград в пяти друзьях)
- 1972 — Măreţia frigului (Величие холода)
- 1978 — Epica Magna
- 1979 — Opere imperfecte (Несовершенные произведения)
- 1982 — Noduri şi semne (Узлы и знаки)
- 1982 — Oase plângând (Плачущие кости)